# Pedraza (Segovia)

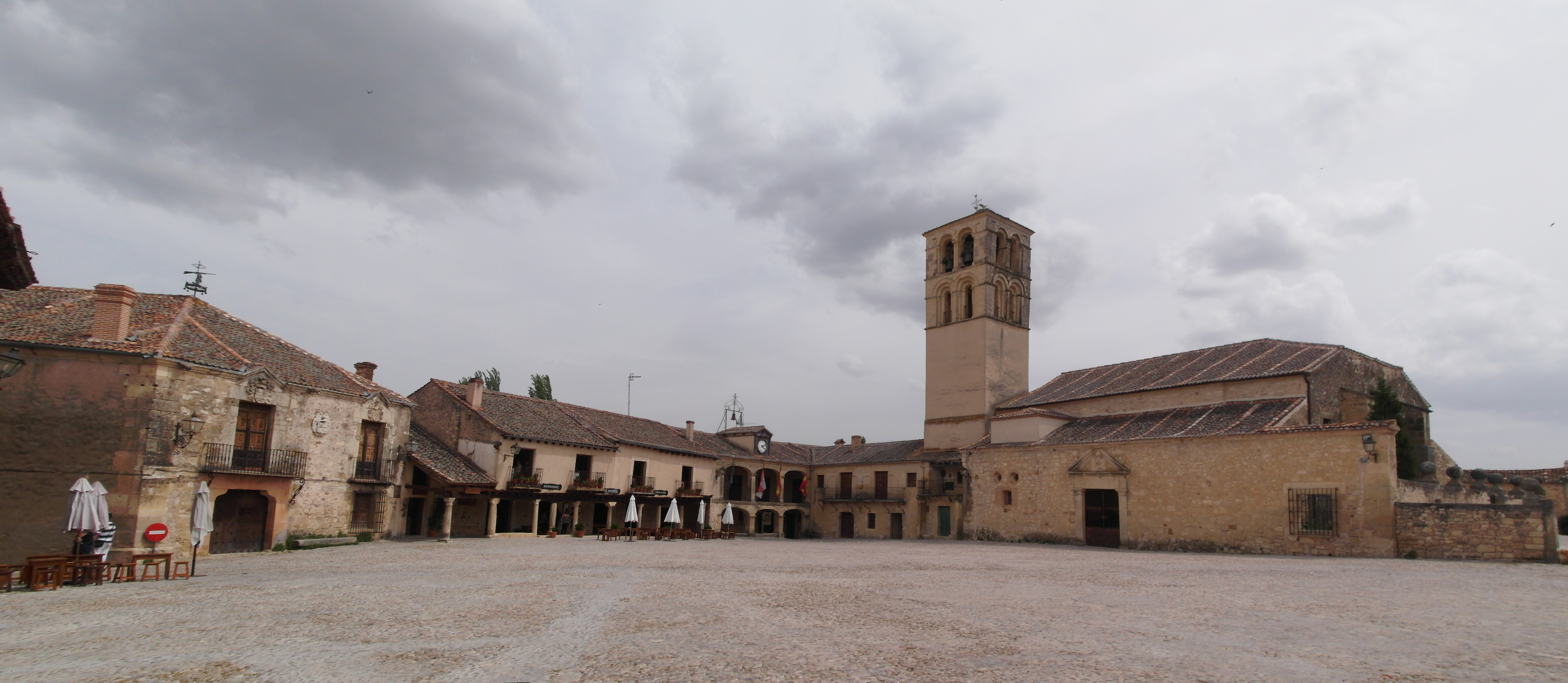
Plaza Mayor

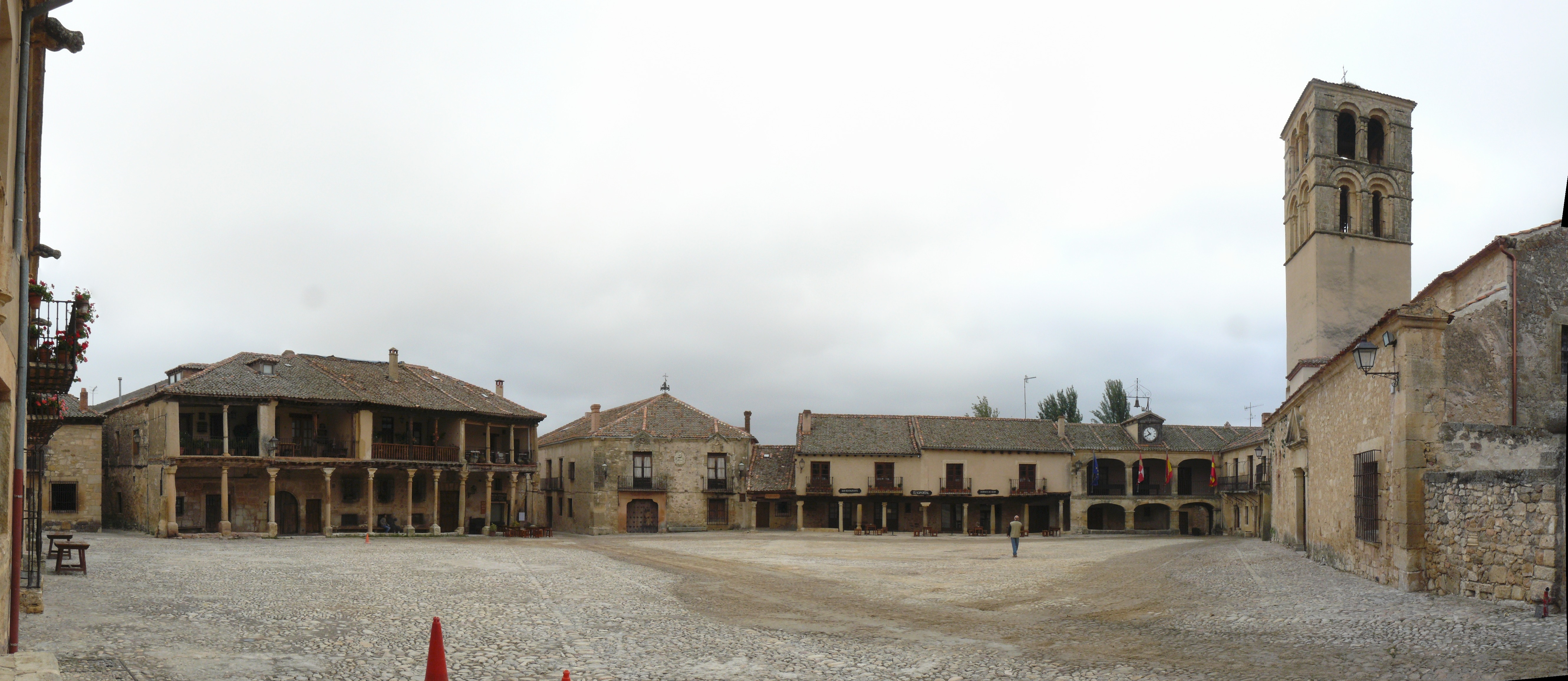
Plaza Mayor

Pedraza ist ein Bergdorf in der Provinz Segovia in der Autonomen Gemeinschaft Kastilien-León. Der ganze Ort ist bereits seit 1951 als ‚Nationales Kulturgut‘ (Bien de Interés Cultural) in der Kategorie Conjunto histórico-artístico anerkannt.

## Lage
Pedraza liegt in einer Höhe von etwa 1070 Metern ü. d. M. in den nordwestlichen Ausläufern der Sierra de Guadarrama. Die Entfernung nach Segovia beträgt knapp 40 Kilometer in südwestlicher Richtung; nach Madrid sind es ca. 125 Kilometer.

## Bevölkerungsentwicklung
| Jahr      | 2009 | 2012 | 2018 |
| Einwohner | 473  | 461  | 359  |

Im 19. Jahrhundert hatte der Ort noch weit über 1000 Einwohner.

## Wirtschaft
Früher war Pedraza handwerkliches und merkantiles Zentrum einer Reihe von kleinen Weilern und Einzelgehöften. Mit der zunehmenden Mechanisierung der Landwirtschaft und der Verbesserung der Infrastruktur, insbesondere der Verkehrswege, ist diese Funktion nicht mehr gegeben. Allerdings ist der Ort für den Tages- und Wochenendtourismus attraktiv geworden.

## Sehenswürdigkeiten
- Die Puerta de la Villa, der einzige Zugang zum Ortskern, stammt ursprünglich aus dem Mittelalter; sie wurde jedoch im 16. Jahrhundert von Íñigo Fernández de Velasco y Mendoza, dem zweiten Herzog von Frías restauriert und neugestaltet.
- Das in unmittelbarer Nachbarschaft stehende ehemalige Gefängnis (cárcel) des Ortes mit seinen beiden kleinen hölzernen Zellen, in denen jeweils bis zu 15 Missetäter untergebracht werden konnten, kann besichtigt werden. Es gilt als eindrucksvolles Zeugnis eines mittelalterlichen bzw. frühneuzeitlichen kleinstädtischen Gefängnisses.
- Das Ortsbild mit seinen straßenseitigen Arkaden- bzw. Holzständerbauten, Steinhäusern und Gassen ist die größte Attraktion von Pedraza. Auf dem großen Hauptplatz Plaza Mayor fanden auch Stierkämpfe (corridas) statt.
- Die Kirche San Juan wurde im romanischen Stil erbaut – aus dieser Zeit stammen noch der Turm und die Apsis; das Innere wurde in der Zeit des Barock umgestaltet.
- Die Burg Pedraza gehörte der Familie Velasco und liegt etwa 250 Meter vom Ortszentrum entfernt.

## Feste
Am 1. und 2. Samstag im Juli findet die „Nacht der Kerzen“ (Noche de las Velas) statt, die dem Ort in den späten Abend- und frühen Nachtstunden eine eigentümliche Atmosphäre verleiht.